# سارابيكي (كانتون)
سارابيكي (بالإسبانية: Sarapiquí)‏ و هي الكانتون العاشر في محافظة إيريذيا في كوستاريكا.
ويغطي الكانتون مساحة 2,140.54 كم مربع.
و يبلغ عدد سكانه ما يقارب 49,327 نسمة وفقًا لإحصائيات عام 2003.
المدينة الرئيسة للكانتون تدعى بويرتو فييحو (الميناء القديم).
يحتوي الكانتون على الجزء الأكبر من منطقة سارابيكي، و أخذ اسمه من نهر سارابيكي الذي يشكل حدود الكانتون الشرقية، بينما يمتد الجزء الغربي من الكانتون الطريق نحو سهل سان كارلوس.
تم تأسيس الكانتون قانونيًا في 18 تشرين الثاني 1970.

## المقاطعات
يقسم كانتون سارابيكي إلى خمس مقاطعات و هي :
1. بويرتو فييخو
2. لا فيرخين
3. لاس أوركيتاس
4. جانوراس ديل غاسبار
5. كورينيا